# Bród (województwo wielkopolskie)
Bród – wieś w Polsce położona w województwie wielkopolskim, w powiecie kolskim, w gminie Dąbie. Do 31 grudnia 2016 był to przysiółek.